# 402 Chloë
402 Chloë este un asteroid din centura principală, descoperit pe 21 martie 1895, de Auguste Charlois.